# Grób Józefa Egipskiego

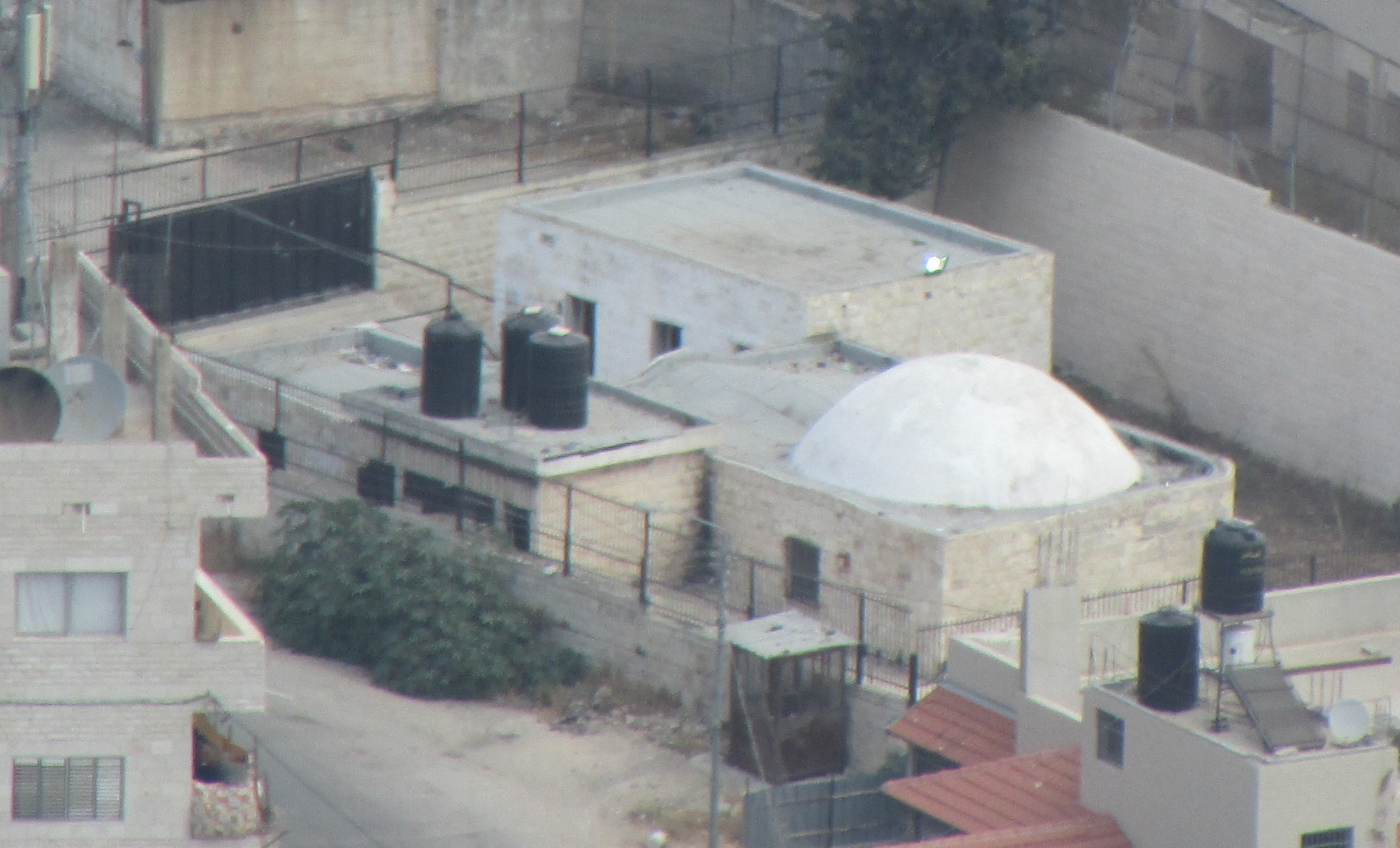
Współczesny widok grobowca

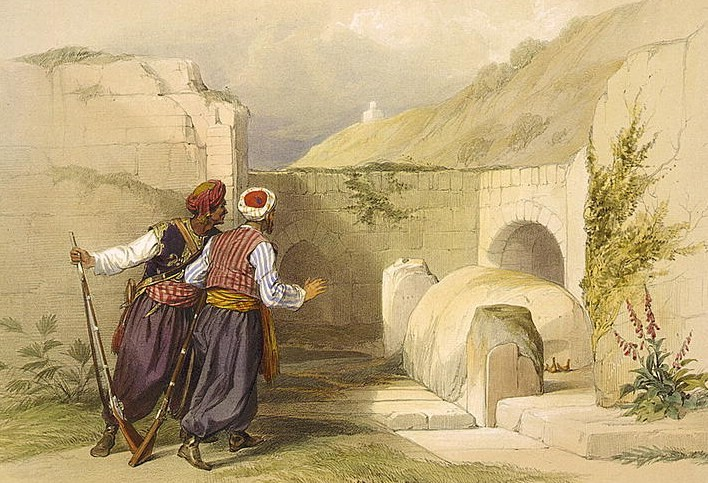
Obraz Davida Robertsa z 1839

Grób Józefa Egipskiego, syna Jakuba (hebr. קבר יוסף, Qever Yosef, arab: قبر يوسف, Qabr Yūsuf) to prawdopodobne, (choć nie potwierdzone archeologicznie) miejsce pochówku jego zabalsamowanych zwłok, (1Mjż 50:26) znajdujące się …na kawałku pola, które nabył Jakub za sto kesytów od synów Chamora, (Joz 24:32) w Sychem, (obecnie Tell Balata, na terenie arabskiego miasta Nablus, na Zachodnim Brzegu), w pobliżu świątyni Pańskiej, (Joz 24:26) która w Księdze Sędziów stała się świątynią Baala Peor, (Sdz 9:4)  przy wschodnim wejściu do doliny oddzielającej góry Gerazim i Ebal, 300 m na północny zachód od Studni Jakuba. (J 4:6.12)
Lokalizacja grobowca: 32.21328°N 35.28506°E
Często w tym miejscu dochodziło do tarć na tle religijnym. W starożytności głównie pomiędzy Samarytanami, którzy uważali grób Józefa za swoje święte miejsce, a chrześcijanami, którzy chcieli wydobyć szczątki patriarchy. Później również z udziałem zamieszkałych tam muzułmanów, którzy uważali je za jedno ze swoich miejsc świętych.  Po zajęciu Zachodniego Brzegu przez Izrael w 1967 r. muzułmanom zakazano sprawowania kultu w sanktuarium i stopniowo przekształcono je w żydowską salę modlitewną.
Podczas zamieszek w nocy z 15 na 16 października 2015 setki Palestyńczyków zburzyło i spaliło grobowiec, co spotkało się z potępieniem izreaelskiego premiera Binjamina Netanjahu oraz prezydenta państwa palestyńskiego, Mahmuda Abbasa. W ciągu dwóch tygodni grób został odbudowany.